# 1977 à la télévision
| Années de la télévision : 1974 - 1975 - 1976 - 1977 - 1978 - 1979 - 1980    |
| Décennies de la télévision : 1940 - 1950 - 1960 - 1970 - 1980 - 1990 - 2000 |

Cet article présente les faits marquants de l'année 1977 à la télévision.

## Évènements
- 7 mai : Marie Myriam remporte le « Grand Prix Eurovision » pour la France avec la chanson L'oiseau et l'enfant, lors du Concours Eurovision de la Chanson.

## Émissions
- 30 janvier : Première de l'émission L'École des fans sur Antenne 2.
- 16 septembre : Première de l'émission Téléfoot sur TF1.

## Téléfilms
- Rossel et la commune de Paris, de Serge Moati
- Le Loup Blanc, de Jean-Pierre Decourt
- D'Artagnan amoureux, téléfilm en cinq parties de Yannick Andreï
- Vaincre à Olympie, téléfilm de Michel Subiela

## Séries télévisées
- 9 janvier : la série américaine Wonder Woman apparaît sur Antenne 2.
- 15 mars : Huit, ça suffit !, série américaine diffusée pour la première fois aux États-Unis (à partir du 6 février 1985 en France).
- 18 juin : première diffusion de la série américaine Sergent Anderson sur TF1.
- 15 septembre : CHiPs, la série américaine fait ses débuts aux États-Unis.
- 4 novembre : l'épisode pilote de L'Incroyable Hulk est diffusé sur CBS aux États-Unis. La série sera lancée l'année suivante.

## Feuilletons télévisés
- Le Riche et le Pauvre, à partir du 10 septembre sur TF1.
- 19 décembre : premier des six épisodes de la saga familiale Au plaisir de Dieu de Robert Mazoyer d'après le roman éponyme de Jean d'Ormesson.

## Distinctions

### Emmy Award(États-Unis)
- Meilleur feuilleton ou série dramatique : Maîtres et Valets
- Meilleure série d'humour : The Mary Tyler Moore Show
- Meilleure actrice dans un feuilleton ou une série dramatique : Lindsay Wagner pour le rôle de Jamie Sommers dans Super Jaimie
- Meilleur acteur dans un feuilleton ou une série dramatique : James Garner pour le rôle de Jim Rockford dans 200 dollars plus les frais
- Meilleure actrice dans une série comique : Beatrice Arthur pour le rôle de Maude Findlay dans Maude
- Meilleur acteur dans une série comique : Carroll O'Connor pour le rôle d'Archie Bunker dans All in the Family

## Principales naissances
- 2 janvier : Christophe Beaugrand, animateur de télévision et journaliste français.
- 1er mars : Thomas VDB, humoriste francais.
- 25 mars : Darko Perić, acteur serbe.
- 26 avril : Tom Welling, acteur américain
- 5 mai : Virginie Efira, présentatrice télé et actrice (M6-Rtl TVI).belge.
- 20 mai : Guillaume Bouchède, acteur français.
- 7 août : Laurent Artufel, acteur, animateur tv.
- 30 août : Loana Petrucciani, styliste, chanteuse et présentatrice de télévision française.
- 15 septembre : Kenny Blank, acteur américain
- 14 octobre : Tania Young, animatrice de télévision française.
- 31 octobre : Séverine Ferrer, présentatrice télé et actrice française.
- 5 novembre : Cyril Lignac, cuisinier français.
- 14 novembre : Brian Dietzen, acteur américain.
- 15 novembre : Sean Murray, acteur américain.

## Principaux décès
- 30 octobre : Pierre Collet acteur de cinéma français (° 10 mars 1914).
- 22 août : Sebastian Cabot, acteur britannique (° 6 juillet 1918).
- 16 août : Elvis Presley, chanteur et acteur américain (° 8 janvier 1935).